# Mazepa (maleri af Horace Vernet)
Mazepa er et maleri af Horace Vernet fra 1826.

## Motiv
Maleriet skildrer et motiv fra Ivan Mazepas omskiftelige liv: efter at have tjent som page hos den polske konge Johan 2. Kasimir og være blevet udstødt på grund af sin ortodokse tro af sine katolske kolleger og endda være endt i en fægtningsduel inde i kongepaladset, blev han forvist til sin moders gods i Volhynien. Der indledte han et forhold til en gift adelsdame. En dag blev de to taget på fersk gerning af ægtefællen. Mazepa blev, nøgen og rullet i tjære, fastbundet på sin hest, der sattes i galop. Da han nåede frem til sin moders gods, var han så såret og fyldt med ar, at det knapt var muligt at genkende ham.
Maleriet viser dette, Mazepas vilde ridt på hesteryggen. Man ser ham bundet til hesteryggen på hesten, der galopperer over et ujævnt terræn, i færd med at springe over en træstamme. Mazepa og hesten forfølges af brune ulve.

## Skitse
En skitse til det endelige billede findes i Kunsthalle Bremen.
Maleriet er generelt holdt i dystre farver: hesten er grå, terrænet er kun lige antydet og også himlen er overskyet. Hesten er i galop fra venstre mod højre, skråt fremad og forbi beskueren. Det høje tempo angives af det flagrende hår og hestehalen. Et par mørke fugle er i luften. Mazepa selv fremtræder som billedets midtpunkt, det mest lyse element i billedet, kun med et rødt lændeklæde. 
På det endelige billede ses, at Mazepa og hesten - som er hvidere end på skitsen - forfølges af ulve, fuglene er væk, ansigtet er tydeligt og der er andre mindre ændringer i billedets motiv.

## Datering
Maleriet er dateret 1826 (nederst til højre). Det er signeret. 

## Proviens
Billedet befinder sig i Calvet Museum i Avignon.

## Andet maleri med samme motiv
Horace Vernet har malet et andet billede med samme motiv men i en anden udførsel: her ser man hesten med Mazepa på ryggen komme op af en flod. Dette maleri er imidlertid hverken dateret eller signeret. Det dateres til samme tid.